# 雙想
雙想（英語：Doublethink），是雙重思想的簡稱，指的是一個人需要用否認現實、甚至篡改記憶的方式來強迫自己接受兩個互相矛盾的觀點。雙重思想的大多數擁有者已經內化了這種思維模式，在遇到反對他們的人時會迅速進行人格切換，習慣性的拋出兩個互相矛盾的理论去證明別人是錯的，而只有自己才是对的；屬於一種典型的思維殭屍化現象。
該思想由英國作家喬治·歐威爾在其反烏托邦名著《一九八四》中首次出現，其意思與聖母、虛偽、雙標等有意識的行為有較大區別，有雙重思想的人不存在那麼多主動性，更多的是“被動的、無意識的、潛意識的”盲信某個資訊來源，既使這個資訊源正在明顯又大量的傳播一些自相矛盾的說法。如果沒有人來點醒這種思想的擁有者，那他們可能一輩子都無法察覺到自己的思維已經認可了那麼多的矛盾邏輯。在生物學上與雙重思想最接近的生理疾病是認知失調、認知扭曲或精神分裂，這些疾病的成因是由於一個人在現實中受過嚴重的心靈創傷，為了逃避現實才会允許自己接受如此多的错乱邏輯，以便讓自己的心理能好受一些。這點與《一九八四》中所描寫的主角心理的變化過程相一致。

## 语源及定义
根據小說原文，雙重思想的定義是：
|  | 對一件事，同時“知道”又“不知道”。 具體來說，就是一個人知道真實的情況，但他選擇不說真話，而是故意說一些毫不相關的謊話。在講這些話時會同時帶出兩個互相相反的觀點，說謊者明知它們是矛盾的，不可能同時成立，但卻惡意傳播，以混淆視聽，傳到最後連自己都信了。 說謊者會用好幾個無效邏輯來反駁同一個有效邏輯；一邊表示擁護道德的美好，一邊又說有道德情操的人全是偽善的，說別人不能站在道德的制高點來審判他；一面宣傳民主體制是虛假的，一面又說本黨實行的才是真民主，沒有比本黨更支持民主體制的黨派了。 說謊者也经常命令其他人必須要忘掉一切“該忘掉”的東西，然後又在需要用到這些東西的時候命令其他人“把它想起來”，在第二次不要用它的時候又馬上叫人“忘掉它”。 這種做法可謂是相當精妙，因為“雙重思想”甚至可以運用到“雙重思想本身”上面......例如，當說謊者沒有做錯的時候，他不會用這個方法，而是偽裝出一副“我就是實事求是”的誠懇態度，以博取大众的好感；但是，一旦他需要用某個謊言來幫自己打掩護時，他就會立刻說出大量雙重思想的話，以混亂大眾的思維。 說謊者有意識的進入大眾的無意識，對你進行洗腦，還讓你察覺不到你剛剛被洗腦了，就這樣，你莫名其妙的就聽從了他的觀點。總而言之，要了解“雙重思想”的含義，你必須先被這種“雙重思想”對待過才行。 |

## 概念
作者歐威爾解釋說，黨只能持續宣傳降低人民品格的情況下維護鐵腕統治。然而，了解這種不講理的欺騙，即使是在核心黨內，也能從內部導致政府的崩塌。雖然《一九八四》出名主要是因為小說內黨對群眾生活滲透性的監視，這種統治卻意味着大洋國的居民——所有人，包括統治階級——僅透過對思想和語言的修正就能控制和操縱。新語是控制語言的辦法，雙想則是直接控制思想。
新語和雙想是一體的，因為它包括了許多在相互矛盾的意義間建立假想聯繫的單詞，特别是對那些基礎重要的詞而言。比如說，好和壞；對和錯；真理和謊言，正義和非正義。
對真理部記錄司的雇員們來說，雙想意味着可以歪曲史實，然後對他們剛寫下的新歷史堅信不移。就像伊曼紐·高斯登的書中透露的那樣，各部的內容本就是對雙想的一種闡釋：真理部負責造謠，和平部負責戰爭，友愛部負責拷打，富裕部則負責挨餓。黨的三條口號——戰爭即和平，自由即奴役，無知即力量——也是例子。

## 影響
自從1949年《一九八四》出版以後，「雙想」這個詞就成為減輕的認知失調的代名詞——不理會兩種世界觀之間的自相矛盾——或甚至是指代有意試圖減輕認知失調的行為。一些心理治療教學，比如說認知療法，鼓勵人們改變看法，用以治療各種不同的心理疾病（見認知扭曲）。
歐威爾的“雙想”也被認為啟發常用詞“雙話”，雖然這個詞並未在《一九八四》中出現。